# Stenopomyia variegata
Stenopomyia variegata är en tvåvingeart som först beskrevs av Jacques-Marie-Frangile Bigot 1859.  Stenopomyia variegata ingår i släktet Stenopomyia och familjen stilettflugor.
Artens utbredningsområde är Madagaskar. Inga underarter finns listade i Catalogue of Life.